# Robin Sterner
Robin Sterner (* 1. Juli 1990 in Helsingborg) ist ein schwedischer Eishockeyspieler, der seit Januar 2015 beim Lørenskog IK in der GET-ligaen unter Vertrag steht.      

## Karriere
Robin Sterner begann seine Karriere als Eishockeyspieler in der Nachwuchsabteilung des Färjestad BK, für dessen Profimannschaft er in der Saison 2009/10 sein Debüt in der Elitserien, der höchsten schwedischen Spielklasse, gab. In der folgenden Spielzeit gewann der Center mit seiner Mannschaft erstmals den schwedischen Meistertitel. Von 2007 bis 2011 spielte er zudem parallel für Färjestad Farmteam Skåre BK in der drittklassigen Division 1. 
In der Saison 2012/13 war er für den Timrå IK in der Elitserien aktiv, ehe er im Mai 2013 vom Rögle BK aus der HockeyAllsvenskan verpflichtet wurde. Im Januar 2015 wechselte Sterner zum Lørenskog IK in die norwegische GET-ligaen. 

## Erfolge und Auszeichnungen
- 2011 Schwedischer Meister mit dem Färjestad BK

## Elitserien-Statistik
(Stand: Ende der Saison 2010/11)